# Live at the Keystone, Berkeley, 9th August 1976
Live at the Keystone, Berkeley, 9th August 1976 è un doppio CD live dei Man, pubblicato nel 2005.Il disco fu registrato dal vivo il 9 agosto del 1976 al The Keystone di Berkeley, California (Stati Uniti).

## Tracce
CD 1
1. Let the Good Times Roll – 3:02 (Sam Theard, Fleecie Moore)
2. 7171 551 – 5:23 (Deke Leonard)
3. Hard Way to Die – 7:19 (M. Jones, D. Leonard, K. Whaley, T. Williams)
4. The Welsh Connection – 8:32 (M. Jones, P. Ryan)
5. Something Is Happening – 7:26 (Phil Ryan)
6. The Ride and the View – 6:14 (Deke Leonard)
7. Out of Your Head – 5:40 (Deke Leonard)
8. Born with a Future – 7:44 (D. Leonard, M. Jones, P. Ryan)

CD 2
1. C'mon – 17:48 (M. Jones, P. Ryan, T. Williams, C. John)
2. Many Are Called, but Few Get Up – 10:25 (M. Ace, C. John, M. Jones, D. Leonard, T. Williams)
3. Babe I'm Gonna Leave You – 7:04 (Edward Darling, Paul Bennett, Anne Bredon)
4. A Hard Way to Live – 3:33 (Deke Leonard)
5. Romain – 6:41 (M. Ace, C. John, M. Jones, D. Leonard, T. Williams)
6. Bananas – 11:10 (M. Jones, P. Ryan, T. Williams, C. John)

## Musicisti
- Micky Jones - chitarra, voce
- Deke Leonard - chitarra, voce
- Phil Ryan - tastiera
- John McKenzie - basso
- Terry Williams - batteria

Ospite: 
- John Cipollina - chitarra (solo nei brani CD 2: 4, 5 e 6)